# Strumigenys mesahyla
Strumigenys mesahyla är en myrart som beskrevs av Bolton 1983. Strumigenys mesahyla ingår i släktet Strumigenys och familjen myror. Inga underarter finns listade i Catalogue of Life.